# Le Longeron
Le Longeron è un comune francese soppresso e frazione del dipartimento del Maine e Loira nella regione dei Paesi della Loira. Dal 15 dicembre 2015 si è fuso con i comuni di Saint-Macaire-en-Mauges, Montfaucon-Montigné, La Renaudière, Roussay, Saint-André-de-la-Marche, Saint-Crespin-sur-Moine, Saint-Germain-sur-Moine, Tillières e Torfou per formare il nuovo comune di Sèvremoine.
Il nuovo comune ha sostituito la preesistente comunità di comuni di Moine-et-Sèvre creata nel 2007.

## Storia

### Simboli
Lo stemma di Le Longeron si blasonava:
La torre ricorda la storica appartenenza al Poitou; il giglio sottolinea l'attuale appartenenza all'Anjou, il ricordo della Francia antica e la provincia del Québec; il fiore di lino simboleggia la tradizionale industria tessile locale; il trifoglio evoca la vocazione agricola del territorio. Il motto latino si può tradurre "Alla luce del passato, preparare l'avvenire".

## Società

### Evoluzione demografica
Abitanti censiti